# Anton August Beck
Pour les articles homonymes, voir Beck.
Anton August Beck, né le 27 août 1713 à Brunswick et mort le 17 mars 1787 dans la même ville, est un graveur sur cuivre allemand.

## Biographie
Né en 1713 à Brunswick, Anton August Beck est le fils de Johann Georg Beck.
Il instruit les princes de Brunswick dans le dessin et dans la gravure. Mais selon Carl Heinrich von Heineken, « il n'a pas franchi les bornes du médiocre ». Il travaille beaucoup pour les libraires.
Anton August Beck meurt en 1787.

## Œuvres

### Portraits

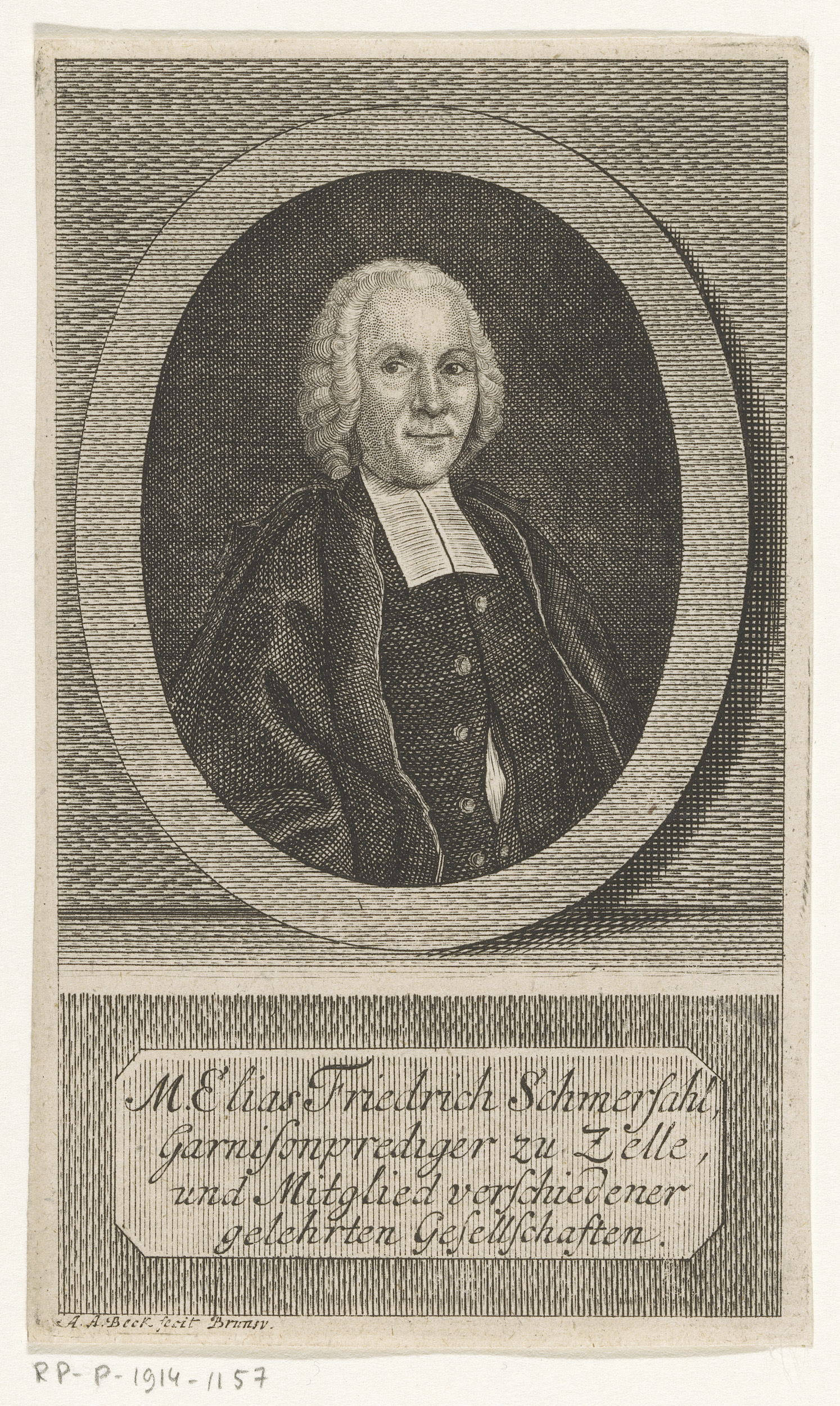
Portrait d'Elias Friedrich Schmersahl (vers 1755-1787, Rijksmuseum Amsterdam).

Il réalise notamment les portraits de :
- Frédéric V (roi de Danemark)
- Julius Justus Gebhardi
- Laurent Hageman
- Joachim Lutkman
- Elias Elias Friedrich Schmersahl
- Petrus Groeningius

### Autres
- Un saint Pierre pleurant[4]
- Deux vues de Saltzdalen[4]

Il grave aussi d'après E. Beckly